# European Rugby Champions Cup 2014-15
La temporada 2014-15 de la Copa de Campeones Europea de Rugby fue la 20.ª edición de la máxima competición continental del rugby europeo.
El número de equipos participantes es de 20, divididos en 5 grupos con 4 equipos por grupo, para afrontar la primera fase de la competición en forma de liguilla. Tras las 6 jornadas correspondientes a esta primera fase, se desarrollan los cuartos de final y semifinales, a un solo partido, y la final. 
La primera jornada se disputa entre los días 16, 17, 18 y 19 de octubre de 2014, mientras que la gran final se celebrará el 1 de mayo de 2015, en el Twickenham Stadium de Londres.
La final fue entre dos equipos franceses, en la que resultó triunfador Toulon ante Clermont por 24 a 18.
Este año Inglaterra proporciona siete equipos, Francia seis, Gales dos, Irlanda tres, mientras que Escocia e Italia aportan un equipo cada uno.

## Calendario[1]
| Jornadas    | Fechas                               |
| 1ª          | 16, 17, 18 y 19 de octubre de 2014   |
| 2ª          | 23, 24, 25 y 26 de octubre de 2014   |
| 3ª          | 4, 5, 6 y 7 de diciembre de 2014     |
| 4ª          | 11, 12, 13 y 14 de diciembre de 2014 |
| 5ª          | 15, 16, 17 y 18 de enero de 2015     |
| 6ª          | 22, 23, 24 y 25 de enero de 2015     |
| Cuartos     | 3, 4 y 5 de abril de 2015            |
| Semifinales | 17, 18 y 19 de abril de 2015         |
| Final       | 2 de mayo de 2015                    |

## Equipos
Esta temporada Inglaterra tiene 7 representantes en el torneo al ganar su plaza en la eliminatoria que enfrentaba a los dos séptimos clasificados de la  Aviva Premiership y el Top 14. En eliminatoria a doble partido, los London Wasps se deshicieron del Stade Français Paris.
| Inglaterra (7)     | Francia (6)           | Gales (2)         | Irlanda (3)    | Escocia (1)      | Italia (1)       |
| Saracens           | ASM Clermont Auvergne | Llanelli Scarlets | Munster Rugby  | Glasgow Warriors | Benetton Treviso |
| Sale Sharks        | Castres Olympique     | Ospreys           | Leinster Rugby |                  |                  |
| Harlequins FC      | RC Toulon             |                   | Ulster Rugby   |                  |                  |
| London Wasps       | Montpellier Hérault   |                   |                |                  |                  |
| Leicester Tigers   | Stade Toulousain      |                   |                |                  |                  |
| Bath Rugby         | Racing Metro 92       |                   |                |                  |                  |
| Northampton Saints |                       |                   |                |                  |                  |

## Play-off para la vigésima plaza
Los siguientes equipos disputaron el play-off de repesca por la última plaza para la Champions Cup, al haberse clasificado séptimos en sus respectivas ligas.
| Aviva Premiership | Top 14               |
| Inglaterra        | Francia              |
| ----------------- | -------------------- |
| London Wasps      | Stade Français Paris |

El 29 de abril de 2014 se anunció que este play-off tendría lugar a doble partido, en los fin de semanas del 17-18 de mayo de 2014 y 24-25 de mayo de 2014.
El sorteo para determinar el equipo local en el primer partido o en el segundo tuvo lugar en Heatrow el 6 de mayo de 2014:
| 18 de mayo de 2014 - 15.00h BST | London Wasps | 30 - 29 | Stade Français | Adams Park,                   |  |
|                                 |              |         |                | Árbitro(s): John Lacey (IRFU) |  |

| 24 de mayo de 2014 - 14.45h CEST | Stade Français | 6 - 20 | London Wasps | Stade Jean-Bouin,             |  |
|                                  |                |        |              | Árbitro(s): Nigel Owens (WRU) |  |

London Wasps ganó el play-off con un resultado acumulado de 50–35, y disputará la Champions Cup.

## Fase de grupos
El sorteo de la fase de grupos tuvo lugar el 10 de junio de 2014 en el Stade de la Maladière en Neuchâtel.
Los equipos disputarán una liguilla en un formato de ida y vuelta de todos contra todos, la fase de grupos tendrá su primera jornada en los días 17-18-19 de octubre de 2014 y terminará en los días 23-24-25 de enero de 2015, de aquí los ganadores de cada grupo y los tres mejores segundos pasarán a cuartos de final.
Las fechas de los enfrentamientos fueron anunciadas el 14 de agosto de 2014
|  | Ganador de cada grupo, pasa a cuartos de final.           |
|  | Tres mejores segundos de grupo, pasan a cuartos de final. |

### Grupo 1
| Equipo        | PJ | PG | PE | PP | TF  | TC  | Dif. | EF | EC | BO | BD | Pts. |
| ------------- | -- | -- | -- | -- | --- | --- | ---- | -- | -- | -- | -- | ---- |
| Clermont (3)  | 6  | 5  | 0  | 1  | 140 | 80  | +60  | 14 | 6  | 1  | 1  | 22   |
| Saracens (8)  | 6  | 4  | 0  | 2  | 119 | 95  | +24  | 12 | 10 | 1  | 0  | 17   |
| Munster Rugby | 6  | 3  | 0  | 3  | 144 | 114 | +30  | 15 | 11 | 1  | 2  | 15   |
| Sale Sharks   | 6  | 0  | 0  | 6  | 82  | 196 | -114 | 8  | 22 | 0  | 2  | 2    |

| 18 de octubre de 2014 - 13.00h | Sale Sharks | 26 - 27 | Munster Rugby | AJ Bell Stadium, Salford,                                           |                                                                     |
|                                |             | Reporte |               | Asistencia: 9.879 espectadores Árbitro(s): Mathieu Raynal (Francia) | Asistencia: 9.879 espectadores Árbitro(s): Mathieu Raynal (Francia) |

| 18 de octubre de 2014 - 15.15h | Saracens | 30 - 23 | Clermont | Allianz Park,                                                   |                                                                 |
|                                |          | Reporte |          | Asistencia: 9.902 espectadores Árbitro(s): John Lacey (Irlanda) | Asistencia: 9.902 espectadores Árbitro(s): John Lacey (Irlanda) |

| 24 de octubre de 2014 - 19.45h | Munster Rugby | 14 - 3  | Saracens | Thomond Park,                                                       |                                                                     |
|                                |               | Reporte |          | Asistencia: 26.000 espectadores Árbitro(s): Jerome Garces (Francia) | Asistencia: 26.000 espectadores Árbitro(s): Jerome Garces (Francia) |

| 26 de octubre de 2014 - 16.15h | Clermont | 35 - 3  | Sale Sharks | Stade Marcel-Michelin,                                              |                                                                     |
|                                |          | Reporte |             | Asistencia: 17.591 espectadores Árbitro(s): George Clancy (Irlanda) | Asistencia: 17.591 espectadores Árbitro(s): George Clancy (Irlanda) |

| 6 de diciembre de 2014 - 13.00h | Sale Sharks | 15 - 19 | Saracens | AJ Bell Stadium,                      |                                       |
|                                 |             | Reporte |          | Árbitro(s): Wayne Barnes (Inglaterra) | Árbitro(s): Wayne Barnes (Inglaterra) |

| 6 de diciembre de 2014 - 17.30h | Munster Rugby | 9 - 16  | Clermont | Thomond Park,                                                       |                                                                     |
|                                 |               | Reporte |          | Asistencia: 25.600 espectadores Árbitro(s): Leighton Hodges (Gales) | Asistencia: 25.600 espectadores Árbitro(s): Leighton Hodges (Gales) |

| 13 de diciembre de 2014 - 17.15h | Saracens | 28 - 15 | Sale Sharks | Allianz Park,                                                      |                                                                    |
|                                  |          | Reporte |             | Asistencia: 7.561 espectadores Árbitro(s): Jerome Garcés (Francia) | Asistencia: 7.561 espectadores Árbitro(s): Jerome Garcés (Francia) |

| 14 de diciembre de 2014 - 16.15h | Clermont | 26 - 19 | Munster Rugby | Stade Marcel Michelin,                                          |                                                                 |
|                                  |          | Reporte |               | Asistencia: 17.723 espectadores Árbitro(s): Nigel Owens (Gales) | Asistencia: 17.723 espectadores Árbitro(s): Nigel Owens (Gales) |

| 17 de enero de 2015 - 16.15h | Sale Sharks | 13 - 22 | Clermont | AJ Bell Stadium,                                              |                                                               |
|                              |             | Reporte |          | Asistencia: 6.108 espectadores Árbitro(s): Ian Davies (Gales) | Asistencia: 6.108 espectadores Árbitro(s): Ian Davies (Gales) |

| 17 de junio de 2015 - 13.00h | Saracens | 33 - 10 | Munster Rugby | Allianz Park,                                                     |                                                                   |
|                              |          | Reporte |               | Asistencia: 9.999 espectadores Árbitro(s): Romain Poite (Francia) | Asistencia: 9.999 espectadores Árbitro(s): Romain Poite (Francia) |

| 25 de enero de 2015 - 16.15h | Clermont | 18 - 6  | Saracens | Stade Marcel Michelin,              |                                     |
|                              |          | Reporte |          | Árbitro(s): George Clancy (Irlanda) | Árbitro(s): George Clancy (Irlanda) |

| 25 de enero de 2015 - 15.15h | Munster Rugby | 65 - 10 | Sale Sharks | Thomond Park,                      |                                    |
|                              |               | Reporte |             | Árbitro(s): Marius Mitrea (Italia) | Árbitro(s): Marius Mitrea (Italia) |

### Grupo 2
| Equipo            | PJ | PG | PE | PP | TF  | TC  | Dif. | EF | EC | BO | BD | Pts. |
| ----------------- | -- | -- | -- | -- | --- | --- | ---- | -- | -- | -- | -- | ---- |
| Leinster (4)      | 6  | 4  | 1  | 1  | 148 | 101 | +47  | 13 | 9  | 1  | 1  | 20   |
| London Wasps (7)  | 6  | 3  | 1  | 2  | 155 | 105 | +50  | 18 | 12 | 2  | 2  | 18   |
| Harlequins FC     | 6  | 4  | 0  | 2  | 135 | 99  | +36  | 13 | 7  | 1  | 1  | 18   |
| Castres Olympique | 6  | 0  | 0  | 6  | 86  | 219 | -133 | 10 | 26 | 0  | 1  | 1    |

| 17 de octubre de 2014 - 19.45h | Harlequins FC | 25 - 9  | Castres Olympique | The Stoop, Londres,             |                                 |
|                                |               | Reporte |                   | Asistencia: 12.618 espectadores | Asistencia: 12.618 espectadores |

| 19 de octubre de 2014 - 17.15h | Leinster Rugby | 25 - 20 | London Wasps | RDS Arena, Dublín,              |                                 |
|                                |                | Reporte |              | Asistencia: 17.558 espectadores | Asistencia: 17.558 espectadores |

| 26 de octubre de 2014 - 14.00h | Castres Olympique | 16 - 21 | Leinster Rugby | Stade Pierre-Antoine, Castres, |  |
|                                |                   | Reporte |                |                                |  |

| 26 de octubre de 2014 - 17.15h | London Wasps | 16 - 23 | Harlequins FC | Adams Park, High Wycombe, |  |
|                                |              | Reporte |               |                           |  |

| 7 de diciembre de 2014 - 14.00h | Castres Olympique | 17 - 32 | London Wasps | Stade Pierre-Antoine, Castres, |  |
|                                 |                   | Reporte |              |                                |  |

| 7 de diciembre de 2014 - 15.15h | Harlequins FC | 24 - 18 | Leinster Rugby | The Stoop, Londres, |  |
|                                 |               | Reporte |                |                     |  |

| 13 de diciembre de 2014 - 19.45h | Leinster Rugby | 14 - 13 | Harlequins FC | Estadio Aviva, Dublín, |  |
|                                  |                | Reporte |               |                        |  |

| 14 de diciembre de 2014 - 13.00h | London Wasps | 44 - 17 | Castres Olympique | Adams Park, High Wycombe, |  |
|                                  |              | Reporte |                   |                           |  |

| 17 de enero de 2015 - 19.45h | Harlequins FC | 3 - 23  | London Wasps | The Stoop, Londres,                                             |                                                                 |
|                              |               | Reporte |              | Asistencia: 14.132 espectadores Árbitro(s): Nigel Owens (Gales) | Asistencia: 14.132 espectadores Árbitro(s): Nigel Owens (Gales) |

| 17 de enero de 2015 - 17.30h | Leinster Rugby | 50 - 8  | Castres Olympique | RDS Arena,                                                         |                                                                    |
|                              |                | Reporte |                   | Asistencia: 18.018 espectadores Árbitro(s): Marius Mitrea (Italia) | Asistencia: 18.018 espectadores Árbitro(s): Marius Mitrea (Italia) |

| 24 de enero de 2015 - 14.00h | Castres Olympique | 19 - 47 | Harlequins FC | Stade Pierre-Antoine,                                                 |                                                                       |
|                              |                   | Reporte |               | Asistencia: 6.800 espectadores Árbitro(s): Peter Fitzgibbon (Irlanda) | Asistencia: 6.800 espectadores Árbitro(s): Peter Fitzgibbon (Irlanda) |

| 24 de enero de 2015 - 13.00h | London Wasps | 20 - 20 | Leinster Rugby | Ricoh Arena, Coventry,                                              |                                                                     |
|                              |              | Reporte |                | Asistencia: 23.493 espectadores Árbitro(s): Jerome Garcés (Francia) | Asistencia: 23.493 espectadores Árbitro(s): Jerome Garcés (Francia) |

### Grupo 3
| Equipo           | PJ | PG | PE | PP | TF  | TC  | Dif. | EF | EC | BO | BD | Pts. |
| ---------------- | -- | -- | -- | -- | --- | --- | ---- | -- | -- | -- | -- | ---- |
| Toulon (2)       | 6  | 5  | 0  | 1  | 181 | 89  | +92  | 19 | 9  | 1  | 1  | 22   |
| Leicester Tigers | 6  | 3  | 0  | 3  | 108 | 126 | -18  | 12 | 15 | 1  | 0  | 13   |
| Ulster           | 6  | 2  | 0  | 4  | 116 | 146 | -30  | 16 | 15 | 3  | 1  | 12   |
| Scarlets         | 6  | 2  | 0  | 4  | 90  | 134 | -44  | 8  | 16 | 0  | 0  | 8    |

| 18 de octubre de 2014, 19.45h | Leicester Tigers | 25 - 18 | Ulster | Welford Road, Leicester,        |                                 |
|                               |                  | Reporte |        | Asistencia: 19.943 espectadores | Asistencia: 19.943 espectadores |

| 19 de octubre de 2014, 16.15h | Toulon | 28 - 18 | Scarlets | Stade Mayol, Toulon,            |                                 |
|                               |        | Reporte |          | Asistencia: 14.391 espectadores | Asistencia: 14.391 espectadores |

| 25 de octubre de 2014, 13.00h | Ulster | 13 - 23 | Toulon | Kingspan, Belfast,              |                                 |
|                               |        | Reporte |        | Asistencia: 16.931 espectadores | Asistencia: 16.931 espectadores |

| 25 de octubre de 2014, 19.45h | Scarlets | 15 - 3  | Leicester Tigers | Parc y Scarlets, Llanelli,     |                                |
|                               |          | Reporte |                  | Asistencia: 8.235 espectadores | Asistencia: 8.235 espectadores |

| 6 de diciembre de 2014, 19.45h | Ulster | 24 - 9  | Scarlets | Kingspan,                       |                                 |
|                                |        | Reporte |          | Asistencia: 15.946 espectadores | Asistencia: 15.946 espectadores |

| 7 de diciembre de 2014, 17.30h | Leicester Tigers | 25 - 21 | Toulon | Welford Road,                   |                                 |
|                                |                  | Reporte |        | Asistencia: 22.114 espectadores | Asistencia: 22.114 espectadores |

| 13 de diciembre de 2014, 16.15h | Toulon | 23 - 8  | Leicester Tigers | Stade Mayol,                    |                                 |
|                                 |        | Reporte |                  | Asistencia: 15.045 espectadores | Asistencia: 15.045 espectadores |

| 14 de diciembre de 2014, 17.15h | Scarlets | 22 - 13 | Ulster | Parc y Scarlets,               |                                |
|                                 |          | Reporte |        | Asistencia: 7.230 espectadores | Asistencia: 7.230 espectadores |

| 16 de enero de 2015, 19.45h | Leicester Tigers | 40 - 23 | Scarlets | Welford Road,                                                        |                                                                      |
|                             |                  | Reporte |          | Asistencia: 18.913 espectadores Árbitro(s): Pascal Gauzére (Francia) | Asistencia: 18.913 espectadores Árbitro(s): Pascal Gauzére (Francia) |

| 17 de enero de 2015, 16.15h | Toulon | 60 - 22 | Ulster | Stade Félix Mayol,                                                       |                                                                          |
|                             |        | Reporte |        | Asistencia: Stade Mayol espectadores Árbitro(s): Leighton Hodges (Gales) | Asistencia: Stade Mayol espectadores Árbitro(s): Leighton Hodges (Gales) |

| 24 de enero de 2015, 17.30h | Scarlets | 3 - 26  | Toulon | Parc y Scarlets,                                                     |                                                                      |
|                             |          | Reporte |        | Asistencia: 9.267 espectadores Árbitro(s): Wayne Barnes (Inglaterra) | Asistencia: 9.267 espectadores Árbitro(s): Wayne Barnes (Inglaterra) |

| 24 de enero de 2015, 17.30h | Ulster | 26 - 7  | Leicester Tigers | Kingspan,                                                            |                                                                      |
|                             |        | Reporte |                  | Asistencia: 15.659 espectadores Árbitro(s): Pascal Gauzére (Francia) | Asistencia: 15.659 espectadores Árbitro(s): Pascal Gauzére (Francia) |

### Grupo 4
| Equipo           | PJ | PG | PE | PP | TF  | TC  | Dif. | EF | EC | BO | BD | Pts. |
| ---------------- | -- | -- | -- | -- | --- | --- | ---- | -- | -- | -- | -- | ---- |
| Bath (5)         | 6  | 4  | 0  | 2  | 146 | 108 | +38  | 15 | 15 | 2  | 1  | 19   |
| Stade Toulousain | 6  | 4  | 0  | 2  | 126 | 124 | +2   | 11 | 10 | 0  | 1  | 17   |
| Glasgow Warriors | 6  | 3  | 0  | 3  | 108 | 84  | +24  | 11 | 6  | 1  | 2  | 15   |
| Montpellier      | 6  | 1  | 0  | 5  | 90  | 154 | -64  | 9  | 15 | 0  | 2  | 6    |

| 18 de octubre de 2014, 15.15h | Glasgow Warriors | 37 - 10 | Bath | Scotstoun, Glasgow,            |                                |
|                               |                  | Reporte |      | Asistencia: 6.746 espectadores | Asistencia: 6.746 espectadores |

| 19 de octubre de 2014, 14.00h | Stade Toulousain | 30 - 23 | Montpellier | Stade Ernest-Wallon, Toulouse,  |                                 |
|                               |                  | Reporte |             | Asistencia: 14.500 espectadores | Asistencia: 14.500 espectadores |

| 25 de octubre de 2014, 15.15h | Bath | 19 - 21 | Stade Toulousain | The Recreation Ground, Bath,    |                                 |
|                               |      | Reporte |                  | Asistencia: 13.360 espectadores | Asistencia: 13.360 espectadores |

| 25 de octubre de 2014, 17.15h | Montpellier | 13 - 15 | Glasgow Warriors | Altrad, Montpellier,            |                                 |
|                               |             | Reporte |                  | Asistencia: 11.089 espectadores | Asistencia: 11.089 espectadores |

| 5 de diciembre de 2014, 20.45h | Montpellier | 5 - 30  | Bath | Altrad,                        |                                |
|                                |             | Reporte |      | Asistencia: 5.000 espectadores | Asistencia: 5.000 espectadores |

| 7 de diciembre de 2014, 16.15h | Stade Toulousain | 19 - 11 | Glasgow Warriors | Stade Ernest-Wallon,            |                                 |
|                                |                  | Reporte |                  | Asistencia: 16.670 espectadores | Asistencia: 16.670 espectadores |

| 12 de diciembre de 2014, 19.45h | Bath | 32 - 12 | Montpellier | The Recreation Ground,          |                                 |
|                                 |      | Reporte |             | Asistencia: 13.282 espectadores | Asistencia: 13.282 espectadores |

| 13 de diciembre de 2014, 13.00h | Glasgow Warriors | 9 - 12  | Stade Toulousain | Scotstoun,                     |                                |
|                                 |                  | Reporte |                  | Asistencia: 6.894 espectadores | Asistencia: 6.894 espectadores |

| 18 de enero de 2015, 13.00h | Glasgow Warriors | 21 - 10 | Montpellier | Scotstoun,                                                          |                                                                     |
|                             |                  | Reporte |             | Asistencia: 6.056 espectadores Árbitro(s): Luke Pearce (Inglaterra) | Asistencia: 6.056 espectadores Árbitro(s): Luke Pearce (Inglaterra) |

| 18 de enero de 2015, 16.15h | Stade Toulousain | 18 - 35 | Bath | Stade Ernest-Wallon,                                                |                                                                     |
|                             |                  | Reporte |      | Asistencia: 16.051 espectadores Árbitro(s): George Clancy (Irlanda) | Asistencia: 16.051 espectadores Árbitro(s): George Clancy (Irlanda) |

| 25 de enero de 2015, 13.00h | Bath | 20 - 15 | Glasgow Warriors | The Recreation Ground,                                           |                                                                  |
|                             |      | Reporte |                  | Asistencia: 13.349 espectadores Árbitro(s): John Lacey (Irlanda) | Asistencia: 13.349 espectadores Árbitro(s): John Lacey (Irlanda) |

| 25 de enero de 2015, 14.00h | Montpellier | 27 - 26 | Stade Toulousain | Altrad,                                                              |                                                                      |
|                             |             | Reporte |                  | Asistencia: 10.467 espectadores Árbitro(s): Greg Garner (Inglaterra) | Asistencia: 10.467 espectadores Árbitro(s): Greg Garner (Inglaterra) |

### Grupo 5
| Equipos                | PJ | PG | PE | PP | TF  | TC  | Dif. | EF | EC | BO | BD | Pts |
| ---------------------- | -- | -- | -- | -- | --- | --- | ---- | -- | -- | -- | -- | --- |
| Racing Métro (1)       | 6  | 5  | 1  | 0  | 168 | 69  | +99  | 20 | 7  | 2  | 0  | 24  |
| Northampton Saints (6) | 6  | 4  | 0  | 2  | 178 | 82  | +96  | 25 | 8  | 3  | 0  | 19  |
| Ospreys                | 6  | 1  | 1  | 4  | 110 | 121 | -11  | 11 | 13 | 1  | 1  | 8   |
| Benetton Treviso       | 6  | 1  | 0  | 5  | 62  | 246 | -184 | 8  | 36 | 0  | 0  | 4   |

| 18 de octubre de 2014, 18.15h | Racing Métro | 20 - 11 | Northampton Saints | Stade Yves-du-Manoir, París,   |                                |
|                               |              | Reporte |                    | Asistencia: 9.180 espectadores | Asistencia: 9.180 espectadores |

| 19 de octubre de 2014, 13.00h | Ospreys | 42 - 7  | Benetton Treviso | Liberty Stadium, Swansea,      |                                |
|                               |         | Reporte |                  | Asistencia: 7.625 espectadores | Asistencia: 7.625 espectadores |

| 25 de octubre de 2014, 17.15h | Northampton Saints | 34 - 6  | Ospreys | Franklin's Gardens, Northampton, |                                 |
|                               |                    | Reporte |         | Asistencia: 13.362 espectadores  | Asistencia: 13.362 espectadores |

| 26 de octubre de 2014, 18.15h | Benetton Treviso | 10 - 26 | Racing Métro | Stadio Comunale de Monigo, Treviso, |                                |
|                               |                  | Reporte |              | Asistencia: 3.711 espectadores      | Asistencia: 3.711 espectadores |

| 6 de diciembre de 2014, 14.00h | Benetton Treviso | 15 - 38 | Northampton Saints | Stadio Comunale di Monigo,     |                                |
|                                |                  | Reporte |                    | Asistencia: 3.786 espectadores | Asistencia: 3.786 espectadores |

| 6 de diciembre de 2014, 15.15h | Ospreys | 19 - 19 | Racing Métro | Liberty Stadium,               |                                |
|                                |         | Reporte |              | Asistencia: 7.164 espectadores | Asistencia: 7.164 espectadores |

| 13 de diciembre de 2014, 15.15h | Northampton Saints | 67 - 0  | Benetton Treviso | Franklin's Garden,              |                                 |
|                                 |                    | Reporte |                  | Asistencia: 13.344 espectadores | Asistencia: 13.344 espectadores |

| 13 de diciembre de 2014, 18.15h | Racing Métro | 18 - 14 | Ospreys | MMArena, Le Mans,               |                                 |
|                                 |              | Reporte |         | Asistencia: 16.258 espectadores | Asistencia: 16.258 espectadores |

| 18 de enero de 2015, 17.30h | Ospreys | 9 - 20  | Northampton Saints | Liberty Stadium,                                                   |                                                                    |
|                             |         | Reporte |                    | Asistencia: 7.308 espectadores Árbitro(s): Jerome Garces (Francia) | Asistencia: 7.308 espectadores Árbitro(s): Jerome Garces (Francia) |

| 18 de enero de 2015, 18.30h | Racing Métro | 53 - 7  | Benetton Treviso | Stade Yves-du-Manoir,                                            |                                                                  |
|                             |              | Reporte |                  | Asistencia: 5.817 espectadores Árbitro(s): JP Doyle (Inglaterra) | Asistencia: 5.817 espectadores Árbitro(s): JP Doyle (Inglaterra) |

| 24 de enero de 2015, 16.15h | Benetton Treviso | 23 - 20 | Ospreys | Stadio Comunale di Monigo,                                          |                                                                     |
|                             |                  | Reporte |         | Asistencia: 2.780 espectadores Árbitro(s): Mathieu Raynal (Francia) | Asistencia: 2.780 espectadores Árbitro(s): Mathieu Raynal (Francia) |

| 24 de enero de 2015, 15.15h | Northampton Saints | 8 - 32  | Racing Métro | Franklin's Gardens,                                             |                                                                 |
|                             |                    | Reporte |              | Asistencia: 13.362 espectadores Árbitro(s): Nigel Owens (Gales) | Asistencia: 13.362 espectadores Árbitro(s): Nigel Owens (Gales) |

## Fase final
Los ocho equipos clasificados de la fase de grupos competirán en una primera ronda eliminatoria de cuartos de final, la cual se celebrará entre los días 3 y 5 de abril de 2014. Los cuatro equipos con la mejor clasificación en la fase de grupos, ejercerán de locales en esta fase.
|  | Cuartos de final   | Cuartos de final |          |          | Semifinales       | Semifinales       |  |        | Final     | Final     |  |
|  | 3 al 5 de abril    | 3 al 5 de abril  |          |          | 17 al 19 de abril | 17 al 19 de abril |  |        | 2 de mayo | 2 de mayo |  |
|  |                    |                  |          |          |                   |                   |  |        |           |           |  |
|  |                    |                  |          |          |                   |                   |  |        |           |           |  |
|  | Toulon             | 32               |          |          |                   |                   |  |        |           |           |  |
|  | Toulon             | 32               |          |          |                   |                   |  |        |           |           |  |
|  | London Wasps       | 18               |          |          |                   |                   |  |        |           |           |  |
|  | London Wasps       | 18               |          | Toulon   | 25                |                   |  |        |           |           |  |
|  |                    |                  |          | Toulon   | 25                |                   |  |        |           |           |  |
|  |                    |                  | Leinster | 20       |                   |                   |  |        |           |           |  |
|  | Leinster           | 18               | Leinster | 20       |                   |                   |  |        |           |           |  |
|  | Leinster           | 18               |          |          |                   |                   |  |        |           |           |  |
|  | Bath               | 15               |          |          |                   |                   |  |        |           |           |  |
|  | Bath               | 15               |          |          |                   |                   |  | Toulon | 24        |           |  |
|  |                    |                  |          |          |                   |                   |  | Toulon | 24        |           |  |
|  |                    |                  | Clermont | 18       |                   |                   |  |        |           |           |  |
|  | Clermont           | 37               | Clermont | 18       |                   |                   |  |        |           |           |  |
|  | Clermont           | 37               |          |          |                   |                   |  |        |           |           |  |
|  | Northampton Saints | 5                |          |          |                   |                   |  |        |           |           |  |
|  | Northampton Saints | 5                |          | Clermont | 13                |                   |  |        |           |           |  |
|  |                    |                  |          | Clermont | 13                |                   |  |        |           |           |  |
|  |                    |                  | Saracens | 9        |                   |                   |  |        |           |           |  |
|  | Racing Métro       | 11               | Saracens | 9        |                   |                   |  |        |           |           |  |
|  | Racing Métro       | 11               |          |          |                   |                   |  |        |           |           |  |
|  | Saracens           | 12               |          |          |                   |                   |  |        |           |           |  |
|  | Saracens           | 12               |          |          |                   |                   |  |        |           |           |  |
|  |                    |                  |          |          |                   |                   |  |        |           |           |  |

### Cuartos de final
| 5 de abril, 13:45 | Racing Métro | 11-12 | Saracens | Stade Yves-du-Manoir, París,                            |  |
|                   |              |       |          | Asistencia: 12,113 espectadores Árbitro(s): Nigel Owens |  |

| 5 de abril, 16:15 | Toulon | 32-18 | London Wasps | Stade Mayol, Toulon,                                      |  |
|                   |        |       |              | Asistencia: 15,228 espectadores Árbitro(s): George Clancy |  |

| 4 de abril, 18:45 | Clermont | 37-5 | Northampton Saints | Stade Marcel-Michelin,                                 |  |
|                   |          |      |                    | Asistencia: 17,730 espectadores Árbitro(s): John Lacey |  |

| 4 de abril, 15:15 | Leinster | 18-15 | Bath | Aviva Stadium,                                            |  |
|                   |          |       |      | Asistencia: 43,958 espectadores Árbitro(s): Jérôme Garcés |  |

### Semifinales
| 18 de abril, 16:15 | Clermont | 13-9 | Saracens | Stade Geoffroy-Guichard, Saint-Étienne,                   |  |
|                    |          |      |          | Asistencia: 41,500 espectadores Árbitro(s): George Clancy |  |

| 19 de abril, 16:15 | Toulon | 25-20 | Leinster | Stade Vélodrome, Marsella,                               |  |
|                    |        |       |          | Asistencia: 35,116 espectadores Árbitro(s): Wayne Barnes |  |

### Final
| 2 de mayo de 2015, 17.00h | Toulon | 24-18 | Clermont | Twickenham Stadium, Londres,                            |  |
|                           |        |       |          | Asistencia: 56.622 espectadores Árbitro(s): Nigel Owens |  |

| Bandera de Francia |
| Campeón RC Toulon  |
| Tercer título      |